# Bar-lès-Buzancy
Bar-lès-Buzancy is een gemeente in het Franse departement Ardennes in de regio Grand Est en telt 127 inwoners (2018). De plaats maakt deel uit van het arrondissement Vouziers.

## Geschiedenis
De gemeente maakte deel uit van het kanton Buzancy tot dit op 22 maart werd opgeheven en gemeenten werden opgenomen in het kanton Vouziers.

## Geografie
De oppervlakte van Bar-lès-Buzancy bedraagt 9,3 km², de bevolkingsdichtheid is dus 12,6 inwoners per km².
De rivier Bar ontspringt tussen Bar-lès-Buzancy en Harricourt.
De onderstaande kaart toont de ligging van Bar-lès-Buzancy met de belangrijkste infrastructuur en aangrenzende gemeenten.

## Demografie
Onderstaande figuur toont het verloop van het inwonertal (bron: INSEE-tellingen).

Vanwege een beveiligingsprobleem met de MediaWiki Graph-software is het momenteel niet mogelijk deze grafiek weer te geven. Zodra de software is bijgewerkt zal de grafiek vanzelf weer zichtbaar worden.